# Guillaume Depardieu
Guillaume Depardieu (Parigi, 7 aprile 1971 – Garches, 13 ottobre 2008) è stato un attore francese.

## Biografia
Era figlio del celebre attore francese Gérard Depardieu e della sceneggiatrice Élisabeth Guignot, nonché fratello dell'attrice Julie Depardieu.
Iniziò a recitare da giovanissimo, a soli 3 anni, in un film con suo padre, Il difetto di essere moglie. Ma, dopo questa breve esperienza, non volle più proseguire a recitare per anni, e nell'adolescenza incominciò a ribellarsi all'autorità dei genitori e soprattutto del padre, secondo lui "rovina della sua vita", proprio perché famoso. Così il ragazzo iniziò ad odiare incondizionatamente suo padre, accusandolo di avere interesse solo per il proprio successo e di avere molte giovani amanti.

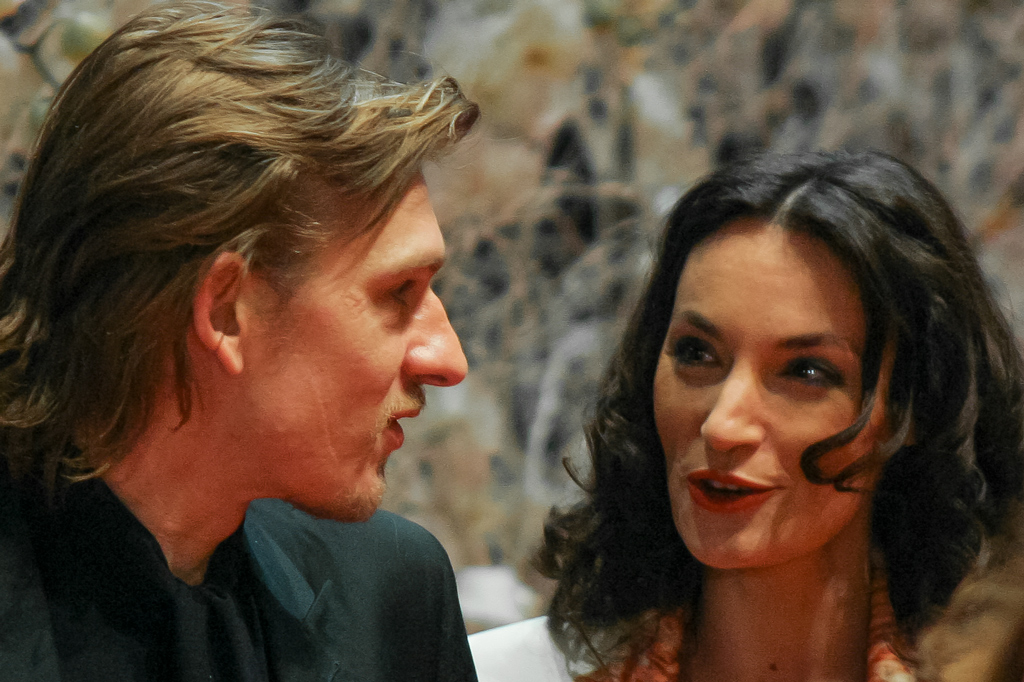
Guillaume Depardieu e Jeanne Balibar al Festival di Berlino del 2007

Schiacciato dalla fama del padre, iniziò a condurre una giovinezza particolarmente irrequieta, cominciando col venire espulso da ben 6 licei diversi. Seguitò quindi col rubare e distruggere proprietà private, e poi passando a fare uso di alcool e erba, a frequentare la prostituzione sia maschile che femminile (infatti Guillaume era bisessuale) e a rischiare la vita in gare motociclistiche illecite. La situazione degenerò completamente quando il ragazzo cadde nel giro dell'eroina, tanto che a soli 17 anni venne arrestato e condannato a 3 anni di carcere proprio per possesso, uso e spaccio di tale sostanza.
Dopo che il ragazzo sembrò essersi "ripulito" ed essere tornato a recitare con successo in qualche produzione, nel 1995, una valigia caduta da un veicolo che lo precedeva gli provocò un grave incidente motociclistico sotto il tunnel di Saint-Cloud, a causa del quale venne operato un paio di volte a una gamba. Nel 2003, per mettere fine a una serie di ben 17 interventi chirurgici e alle atroci sofferenze provocate da un'infezione al ginocchio (staphylococcus aureus) contratta in ospedale, la gamba gli venne amputata.
Il 2003 è anche l'anno in cui fu di nuovo arrestato e condannato a nove mesi di prigione dal tribunale di Lisieux per un violento alterco con un suo ammiratore.

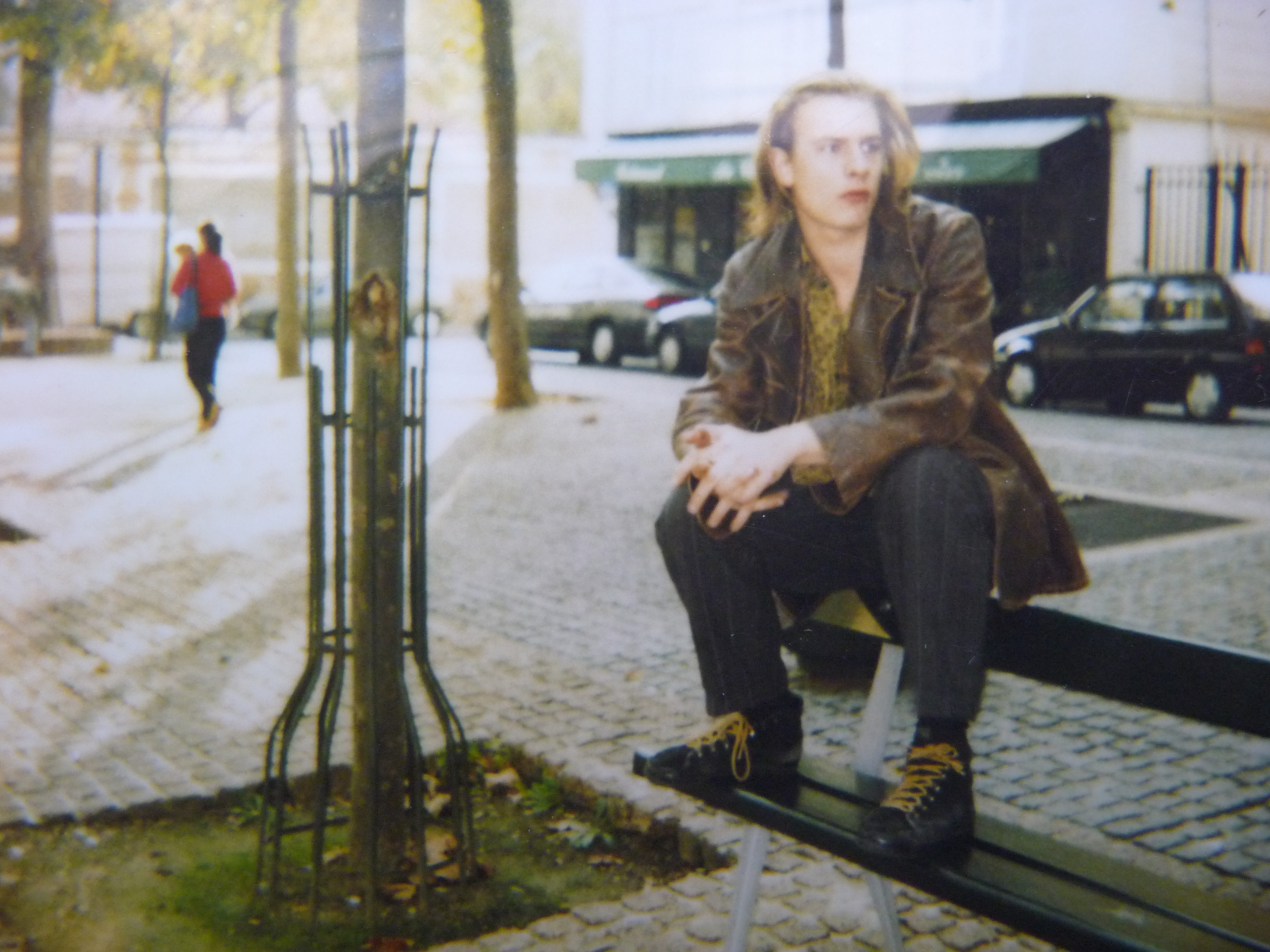
Guillaume Depardieu fotografato quando aveva 20 anni

Dal 1999 al 2001 fu sposato con Élise Ventre (morta nel 2020), che gli diede una figlia, Louise, nata nel gennaio 2001.
Guillaume Depardieu morì a Parigi il 13 ottobre 2008, a 37 anni, per le conseguenze di una polmonite fulminante. Al suo funerale parteciparono diverse celebrità del mondo dello spettacolo, tra cui suo padre, la regista Josée Dayan, Valeria Bruni Tedeschi, Carla Bruni e Luc Besson.
Nonostante egli avesse chiesto di non venir tumulato in un luogo religioso, essendo ateo, fu sepolto nel cimitero di Bougival (dove si trova tuttora), per volere del padre.

## Filmografia
- Il difetto di essere moglie (Pas si méchant que ça), regia di Claude Goretta (1974)
- Le Lyonnais - serie TV, 1 episodio (1990)
- Tutte le mattine del mondo (Tous les matins du monde), regia di Alain Corneau (1991)
- Les paroles invisibles, cortometraggio, regia di Étienne Faure (1992)
- Cible émouvante, regia di Pierre Salvadori (1993)
- L'histoire du garçon qui voulait qu'on l'embrasse, regia di Philippe Harel (1994)
- Les apprentis, regia di Pierre Salvadori (1995)
- Ricky - film TV (1996)
- L'@mour est à réinventer - miniserie TV, 1 episodio (1996)
- Sans titre, cortometraggio, regia di Leos Carax (1997)
- Alliance cherche doigt, regia di Jean-Pierre Mocky (1997)
- Marthe, regia di Jean-Loup Hubert (1997)
- Le constat, cortometraggio, regia di Olivier Bardy (1997)
- ...Comme elle respire, regia di Pierre Salvadori (1998)
- Il conte di Montecristo (Le Comte de Monte Cristo) - miniserie TV, 4 episodi (1998)
- Pola X, regia di Leos Carax (1999)
- Le détour - film TV (2000)
- Elle et lui au 14ème étage, regia di Sophie Blondy (2000)
- Les marchands de sable, regia di Pierre Salvadori (2000)
- I miserabili (Les misérables) - miniserie TV, 1 episodio (2000)
- Zaïde, un petit air de vengeance - film TV (2001)
- L'aquarium, cortometraggio, regia di Mathieu Baillargeon (2001)
- Amor, curiosidad, prozak y dudas, regia di Miguel Santesmases (2001)
- Comme un avion, regia di Marie-France Pisier (2002)
- Aime ton père, regia di Jacob Berger (2002)
- Pelle d'angelo (Peau d'ange), regia di Vincent Pérez (2002)
- Napoleone (Napoléon) - miniserie TV, 1 episodio (2002)
- Le pharmacien de garde, regia di Jean Veber (2003)
- Process, regia di C.S. Leigh (2004)
- Milady - film TV (2004)
- La maledizione dei templari (Les rois maudits) - miniserie TV, 1 episodio (2005)
- Célibataires, regia di Jean-Michel Verner (2006)
- La duchessa di Langeais (Ne touchez pas la hache), regia di Jacques Rivette (2007)
- La France, regia di Serge Bozon (2007)
- Les yeux bandés, regia di Thomas Lilti (2007)
- Peur(s) du noir, solo voce, regia di Blutch, Charles Burns, Marie Caillou, Pierre Di Sciullo, Lorenzo Mattotti e Richard McGuire (2007)
- De la guerre - Della guerra (De la guerre), regia di Bertrand Bonello (2008)
- Versailles, regia di Pierre Schöller (2008)
- Château en Suède, regia di Josée Dayan - film TV (2008)
- Stella, regia di Sylvie Verheyde (2008)
- Les inséparables, regia di Christine Dory (2008)
- L'enfance d'Icare, regia di Alex Iordachescu (2009)
- Au voleur, regia di Sarah Petit (2009)

## Doppiatori italiani
- Alessio Cigliano in Tutte le mattine del mondo
- Giorgio Borghetti in Il conte di Montecristo
- Angelo Maggi in La duchessa di Langeais